# Benemérita Universidad Autónoma de Puebla
La Benemérita Universidad Autónoma de Puebla (BUAP) es una institución pública de educación superior mexicana, autónoma y descentralizada, cuya sede es la ciudad de Puebla, capital del estado del mismo nombre. Cuenta con más de 80 carreras, entre las que destacan: Física, Matemáticas, Derecho, Ciencias Políticas, Medicina, Administración e Ingeniería.

## Historia

### Los primeros tiempos (1578-1790)
El 14 de abril de 1578 el Cabildo de la ciudad de Puebla solicitó al provincial de los jesuitas la fundación de una institución educativa. El 9 de mayo del mismo año los religiosos tomaron residencia en esta ciudad. Casi con su llegada y en un edificio especialmente adaptado, comenzaron los cursos hacia 1579, con unos 20 estudiantes, y la institución recibió el nombre de San Jerónimo. Hacia 1585 ya se menciona la intención de Melchor de Covarrubias, un comerciante y militar, de fundar un nuevo colegio y dotarlo de 2 mil pesos anuales de la época a 14 años. El 15 de abril de 1578 se firmó la escritura pública de fundación del Colegio del Espíritu Santo por Covarrubias y el padre Antonio de Mendoza, provincial de los jesuitas, ante el notario Melchor de Molina. La nueva institución recibió ese nombre dada la devoción de su benefactor, quien también designó que su fiesta patronal fuera el día de Santa Magdalena. Esta época es difícil de referenciar a nivel histórico, dado que una parte del acervo del archivo se perdió en el siglo XIX por un estallido de un polvorín en las cercanías.
Hacia 1592, cuando falleció Covarrubias, el colegio recibió parte de su herencia, 40 mil pesos y una vajilla de plata que se usaría en el refectorio de los religiosos.
Una vez fundado el colegio, se procedió a la construcción del templo del mismo, atribuido a Juan López de Arbaiz y una copia del plano de cuya construcción se conserva en la Biblioteca Nacional francesa. Este templo se desapegó del estilo de las construcciones monacales del siglo XVI hacia un estilo más español, basado en formas más rectangulares y distribuidos, en este caso, en cuatro patios diferentes. Este templo fue dedicado en 1600, y su sacristía se conserva. Debido a la alta afluencia al templo, en el siglo XVIII se planteó derribarlo y construir uno nuevo más grande, que inició H. Juan Gómez y terminó el maestro de obra José Miguel de Santamaría hacia 1767.
Una época de esplendor de esta institución se vio truncada ante la expulsión de los jesuitas del Imperio Español de 1767, y fueron 61 los religiosos de la compañía expulsados de este colegio. El colegio fue dado al clero secular y encomendado a Francisco Fabián y Fuero, por entonces obispo de Puebla.

### Colegio Carolino (1790-1820)
En 1790 el obispo Francisco Fabián y Fuero reunió en uno solo los colegios dejados por los jesuitas. Así nació el Real Colegio Carolino, denominación que conservó hasta 1820, año en que los jesuitas regresaron a México. El primer rector fue José Mariano Lezama y Camarillo.

### Real Colegio del Espíritu Santo (1820-1821)
Restablecidos los jesuitas en México, sufre otro cambio de nombre a Real Colegio del Espíritu Santo de San Jerónimo y San Ignacio de la Compañía de Jesús, Ignacio María Lerdo de Tejada es el rector. Pero el 22 de diciembre del mismo año son de nuevo expulsados los jesuitas.

### Imperial Colegio (1821-1825)
Consumada la Independencia de México, la regencia del primer imperio autoriza el restablecimiento del colegio bajo el nombre de Imperial Colegio de San Ignacio, San Jerónimo y Espíritu Santo, el rector es Ignacio González de la Peñuela.

### Colegio del Estado (1825)
La caída del imperio y el gobierno provisional precipitan cambios muy importantes en la estructura del colegio. En 1825 el Congreso local otorga al gobierno la Suprema Inspección sobre el Colegio del Espíritu Santo. Se convierte así en Colegio del Estado. No obstante se logró la completa separación de las autoridades eclesiásticas en el gobierno del colegio, los rectores continuaron por algunos años siendo sacerdotes.
El 18 de marzo de 1834 el gobernador Cosme Furlong establece un plan de estudios para el Colegio del Estado, en cuyo artículo tercero señalaba que la enseñanza de cualquier facultad en dicho colegio se dará pública y gratuitamente. Para 1843 contaba con 233 alumnos, entre los que se contaban hombres de la talla de José María Lafragua, Fernando y Manuel Orozco y Berra, Manuel Carpio. En el mismo año se le conoce como Colegio Nacional. En 1855 se implanta el Plan General de Estudios, promulgado por Antonio López de Santa Anna.

### Segundo paréntesis imperial (1864-1867)
Durante la intervención francesa y el segundo imperio, el nuevo gobierno prometería mayor seguridad tanto al colegio como al estado entero, pero lo efímero del imperio y las dificultades económicas y políticas impidieron la modificación de las estructuras del colegio.

### Periodo liberal
Tras la caída de Maximiliano de Habsburgo, el colegio se transforma totalmente. Las ideas liberales triunfan en la educación. Numerosos hombres del liberalismo se trasladaron a organizar la educación en Puebla; entre ellos, Ignacio Ramírez "el Nigromante" y Guillermo Prieto. Sin embargo, el más destacado fue Ignacio Manuel Altamirano, quien tomó posesión como rector a principios de 1881 y realizó importantes modificaciones al colegio, que perduraron hasta la transformación del colegio en universidad. A finales del siglo XIX y principios del siglo XX constituyen el apogeo del Colegio del Estado.

### La Revolución
La dictadura porfirista agobiaba a México, y el colegio no fue ajeno a esto; entre los estudiantes se liberó un afán de renovación social. Francisco I. Madero viaja a Puebla y fue recibido por los alumnos a las puertas del Edificio Carolino, en un espacio bautizado posteriormente como la Plaza de la Democracia. Algunos alumnos se animaron y se unieron la causa maderista contra la dictadura de Porfirio Díaz. Junto a las luchas sociales, los estudiantes del Colegio del Estado levantaron la demanda de transformación del colegio en universidad con plena autonomía. Cabe señalar los movimientos en este sentido en 1917, 1923 y 1932.
Siendo su  último director Manuel L Márquez  “asesor” del Comité  perteneciente a  la Acción Revolucionaria Mexicanista (camisas doradas)

### Universidad de Puebla (1937-1956)
El 14 de abril de 1937, queda legalmente instituida la Universidad de Puebla, a iniciativa del gobernador Maximino Ávila Camacho. La institución quedó a disposición de los dictados del gobierno, lo que motivaría los movimientos universitarios posteriores. El primer rector autónomo fue el doctor Manuel Sergio Santillana Márquez.

### Universidad Autónoma de Puebla (1956)
La autonomía de la Universidad con respecto a los distintos poderes públicos era un anhelo de los estudiantes desde por lo menos el año de 1935. Años después, en 1956, se hace realidad.
Durante este movimiento se presentaron varios proyectos elaborados por agrupaciones de alumnos, que fueron aprovechados e impulsados por la Federación Estudiantil Poblana. Las demandas estudiantiles tuvieron el apoyo de organizaciones de alumnos de otras universidades del país y de la prensa.
El 23 de noviembre de 1956 se publica en el Periódico Oficial la Ley Orgánica de la Universidad Autónoma de Puebla. Después de lograr la autonomía se tiene el derecho de elegir a sus autoridades, administrar sus bienes, así como a su personal académico y administrativo. Además se obtiene la libertad de investigación.

### Reforma Universitaria (1961)
Alrededor del año 1956, la universidad contaba con un total de 2500 alumnos inscritos, todos tomando cursos en el Edificio Carolino. Existía una marcada diferencia social, política y económica entre los sectores que conformaban la comunidad estudiantil de la casa de estudios, por ejemplo, se asistía a misa los primeros días de cada mes y al final del ciclo escolar, además, existían alumnos y docentes que llegaban en automóviles lujosos a laborar.
Así, después de lograda la autonomía, la universidad se caracterizó por una fuerte tendencia conservadora, católica y anticomunista. Se crearon distintas asociaciones de acuerdo a las tendencias políticas y sociales existentes en la comunidad universitaria como el Frente Universitario Anticomunista (FUA), una cara pública del Organización Nacional del Yunque establecido en 1955 por el grupo conservador o la Federación Estudiantil Poblana (FEP) fundada en 1956 con Francisco Arellano Campo como primer líder.
La FEP logró unir a los universitarios y, en 1959, se unió a la protesta por el alza en los precios del pan y transporte público, siendo su movilización más notable. A partir de 1959 hay un decaimiento en las actividades culturales y de cohesión organizadas por la FEP, provocando críticas y descontento por parte de las escuelas de Leyes, Ingeniería Civil, Arquitectura, y Química contra los triunfos de Medicina en la federación.
Para las elecciones de dirigente en 1960 se postularon José María Cajica y Arturo Santillana Santillana por parte de Medicina; Melitón Morales Sánchez por parte de Leyes y Enrique Cabrera Barroso por parte de Ingeniería Civil. El dirigente en turno, Abraham Sánchez Aguilar, mostraba una marcada preferencia por Cajica, lo que ocasionó que estudiantes de Leyes desconocieran a la FEP y fundaran la Federación de Estudiantes Técnicos, más tarde Federación de Estudiantes Universitarios (FEU). La tensión aumentó con la predilección de la rectoría de la universidad por la FEP.
En enero de 1961 el presidente peruano Manuel Prado Ugarteche, hizo una visita a la ciudad de Puebla, siendo bien recibido por el grupo de los alumnos liberales en la universidad. La visita de Prado ocasionó fuertes manifestaciones por parte del alumnado conservador, puesto que rechazaba totalmente la Revolución Cubana. El 24 de abril del mismo año, los FUA pegaron carteles en el centro de la ciudad que intentaban deslindar a la universidad de las manifestaciones en apoyo a la situación cubana, terminando todo en un enfrentamiento contra los estudiantes liberales. Al siguiente día hubo una réplica en el zócalo de la ciudad de parte de "los carolinos", simpatizantes de la FEU.
Ante esta situación, el rector en turno, Armando Guerra Fernández, decidió cerrar la universidad con el propósito de calmar los ánimos de los estudiantes, generando que estas posturas se radicalizaran. El bloque liberal se consolidó en el Comité Estudiantil Poblano (CEP), el cual exigía al rector la expulsión de los FUA de la universidad.
El 1° de mayo, Día del trabajo, el CEP toma las instalaciones del edificio Carolino con apoyo de diferentes sindicatos como la CTM. Los enfrentamientos entre FUA y carolinos llevaron a que estos últimos desconocieran al rector y nombraran a Julio Glockner Lozada como rector el 9 de mayo de 1961. Glockner inició el proceso político para derogar la Ley Orgánica de 1956, de tendencia conservadora con apoyo de estudiantes de la CEP, quienes crean el Ideario de la Reforma Universitaria. Es hasta el 24 de julio de 1961 cuando la Ley Orgánica es reformada y los FUA inician una serie de protestas y manifestaciones en contra de la nueva ley universitaria.
Después de duros enfrentamientos que ocasionaron incluso la intervención del Ejército en la ciudad, es en 1963 cuando se emite la Ley Orgánica por el rector Antonio Guerrero Covarrubias, siendo el Congreso del Estado el encargado de la revisión y aprobación. Esta nueva ley contemplaba al Consejo Universitario como máxima autoridad y como presidente de este consejo al rector. El doctor Manuel Lara y Parra fue el primer rector elegido con esta nueva modalidad para el periodo 1963-1966.

### Participación en el movimiento estudiantil de 1968
La Universidad tomó un rol activo en el movimiento estudiantil de 1968. Se incorporaron plenamente al movimiento nacional desde agosto de 1968, fecha en la que las escuelas de Economía, Filosofía y Letras, Medicina, Leyes, Físico-Matemáticas y Preparatoria Nocturna estallan en huelga en apoyo a las demandas nacionales.
El 3 de octubre, tras la matanza de Tlatelolco, los estudiantes universitarios tomaron las calles y expresaron su inconformidad. Se movilizaron dos contingentes de la BUAP en el zócalo de la Ciudad de México en señal de repudio por la masacre del 2 de octubre, exigiendo que se declare hijo indigno de la Universidad al presidente Gustavo Díaz Ordaz.
El 4 de octubre, el Congreso del Estado aprobó en una sesión extraordinaria las reformas a la Ley Orgánica de la UAP; en esta modificación, se suprimió la figura del rector y en su lugar se crea una Junta de Gobierno.
A partir del día 5 de octubre, las manifestaciones y actos públicos estudiantiles quedaron prohibidos en la ciudad de Puebla.

"Por eso—dirá el comandante de la XXV Zona Militar, general Eusebio González,—se han girado instrucciones a todos los destacamentos militares y defensas rurales en el estado, para que cooperen con las autoridades municipales y les otorguen todo su apoyo para evitar la realización de actos sediciosos"
Diario La Opinión, 5 de noviembre de 1968

Ese mismo día (5 de octubre), es detenido de forma extrajudicial el arquitecto Joel Arriaga, activista de izquierda, entonces estudiante de Economía de la UAP y profesor de la Escuela Normal Superior del Estado. Arriaga fue asesinado posteriormente el 21 de julio de 1972, cuando fungía como director de la Escuela Preparatoria Nocturna y profesor de la universidad.
A pesar de la prohibición, se convocó a una manifestación para el 11 de octubre, sin embargo, el ejército evitó la protesta ocupando durante 12 horas la Plaza de la Democracia y evitando el acceso de los estudiantes al edificio Carolino.
La sección Puebla del Consejo Nacional de Huelga mantuvo paralizada la Universidad hasta el 6 de diciembre de 1968, fecha en que la mayoría de las facultades –con excepción de Leyes y Filosofía y Letras– votaron por levantar la huelga.

### Sucesos de mayo de 1973
El 1 de mayo de 1973 la Institución sufre un atentado, cuando miembros infiltrados de la policía disparan contra universitarios que festejaban el duodécimo aniversario de la toma de la Universidad por integrantes del Movimiento Estudiantil de Reforma Universitaria. En el ataque al edificio central de la Universidad resultan muertos cuatro estudiantes. Este hecho también dio pie a la separación de los sectores conservadores de profesores y alumnos que resultó en la fundación de la Universidad Popular Autónoma del Estado de Puebla (UPAEP), el 7 de mayo del mismo año.

### Benemérita Universidad Autónoma de Puebla (1987-actualidad)

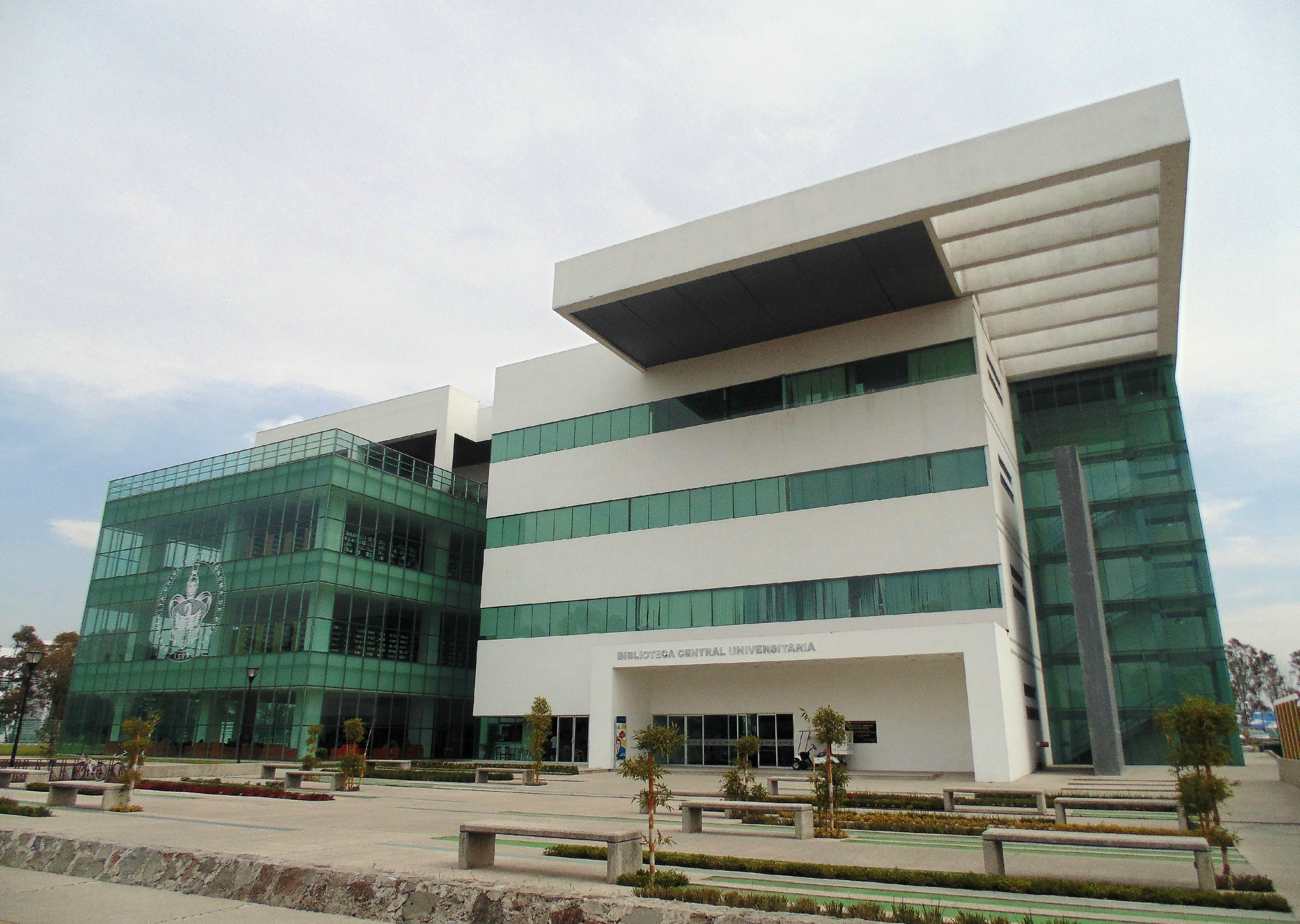
Biblioteca central, Benemérita Universidad Autónoma de Puebla.

En 1987 el Congreso del Estado declaró a la UAP Institución Benemérita y en 1991, la 50º legislatura local aprobó la Ley de la Benemérita Universidad Autónoma de Puebla. La Universidad se distingue hoy por ser una de las seis instituciones públicas mexicanas que forman parte de la Red de Macrouniversidades de América Latina y el Caribe, además de Centroamérica, su oferta académica es de 149 programas educativos, de posgrado, licenciatura y bachillerato.
Cuenta con distintas modalidades de estudio como lo son: presencial, semi escolarizada. En 2011 se incorpora la modalidad a distancia, ofreciendo cuatro carreras: Administración de Empresas, Contaduría pública, Derecho y Comunicación.

## Identidad

### Escudo
El emblema de la Universidad, que data de 1937, es un escudo clásico francés. En la parte inferior hay una nube, de ella brotan lenguas de fuego y entre el fuego surge un ave fénix, hiriéndose el pecho, destruyéndose. En la parte media superior está la cabeza de Minerva, diosa de la sabiduría, las artes, las técnicas de la guerra, portando yelmo con la visera levantada y el morrión adornado con crines de caballo, sobre ella la palabra Benemérita. En la parte inferior del escudo está la leyenda ‘Universidad Autónoma de Puebla’.
Antes de 1937, la institución uso el escudo de armas de Melchor de Covarrubias. El 22 de mayo se hizo oficial el escudo creado por el maestro Javier Ibarra Mazari, quien se basó en la idea de un "renacer institucional" por la transición de colegio del estado a universidad.
En 1956 se le agregó la leyenda de "autónoma", y en 1987 tras su declaración como "benemérita", dicho título fue colocado en la parte superior del emblema. En 2014 su identidad fue renovada por completo, cambiándose la estética del escudo y añadiéndose al mismo el año de fundación de la universidad.

### Lema
Su lema, Pensar Bien, Para Vivir Mejor, fue creado en 1936 por el contador José Bustos, entonces secretario de la institución. Se adoptó luego de un concurso que recibió 17 propuestas y cuyo premio se declaró desierto.

## Rectores
- Manuel L. Márquez (1937 - 1938)
- Alfonso G. Alarcón (1938 - 1941)
- Raymundo Ruiz Rosete (1941 - 1943)
- Roberto Larragoiti Howard (1943 - 1946)
- Horacio Labastida Muñoz (1947 - 1951)
- Armando Vergara Soto (1951 - 1952)
- José Guillermo Borja Osorno (1952 - 1953)
- Gonzalo Bautista O'Farrill (1953 - 1954)
- Rafael Artasánchez Romero (1954 - 1956)
- Manuel S. Santillana Márquez (1956 - 1959)
- Armando Guerra Fernández (1960 - 1961)
- Julio Glockner Lozada (1961)
- Arturo Fernández Aguirre (1962)
- Amado Camarillo Sánchez (1962)
- Alberto Guerrero Covarruvias (1962)
- Manuel Lara y Parra (1963 - 1965)
- José F. Garibay Ávalos (1965-1967)

### Junta Administrativa (1968-1971)
- Rolando Revilla Ibarra
- Joaquín Sánchez Mc. Gregor
- Antonio Osorio García
- Amado Camarillo Sánchez
- Ignacio Flores Rojas (1971)
- Martín Carbajal Caro (1971)
- Sergio Flores Suárez (1971 - 1975)
- Luis Rivera Terrazas (1975 - 1981)
- Alfonso Vélez Pliego (1981 - 1987)
- Samuel Malpica Uribe (1987 - 1989)
- Juvencio Monroy Ponce (1989 - 1990)
- Eduardo Jean Pandal (1990)
- José Doger Corte (1990 - 1997)
- Enrique Doger (1997 - 2004)
- Enrique Agüera Ibáñez (2004 - 2013)
- José Alfonso Esparza Ortiz (2014-2021)
- María Lilia Cedillo Ramírez (2021-Presente)

## Membresías y acreditaciones
- ANUIES: Asociación Nacional de Universidades e Instituciones de Enseñanza Superior
- Cumex: Consorcio de Universidades Mexicanas
- Conahec: Consorcio para la Colaboración de la Educación Superior en América del Norte
- UDUAL: Unión de Universidades de América Latina

## Instalaciones

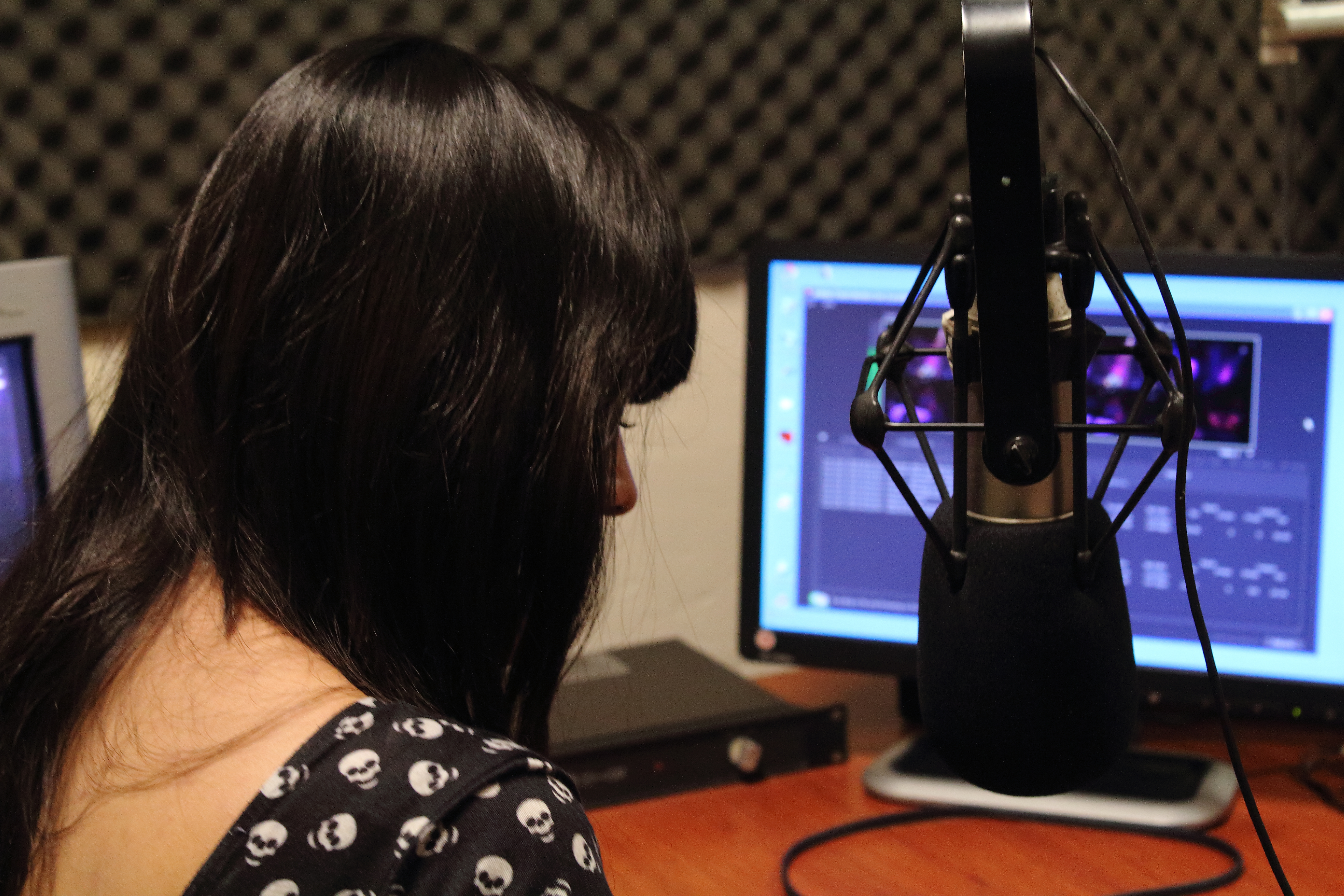
Cabina de Lobo radio.

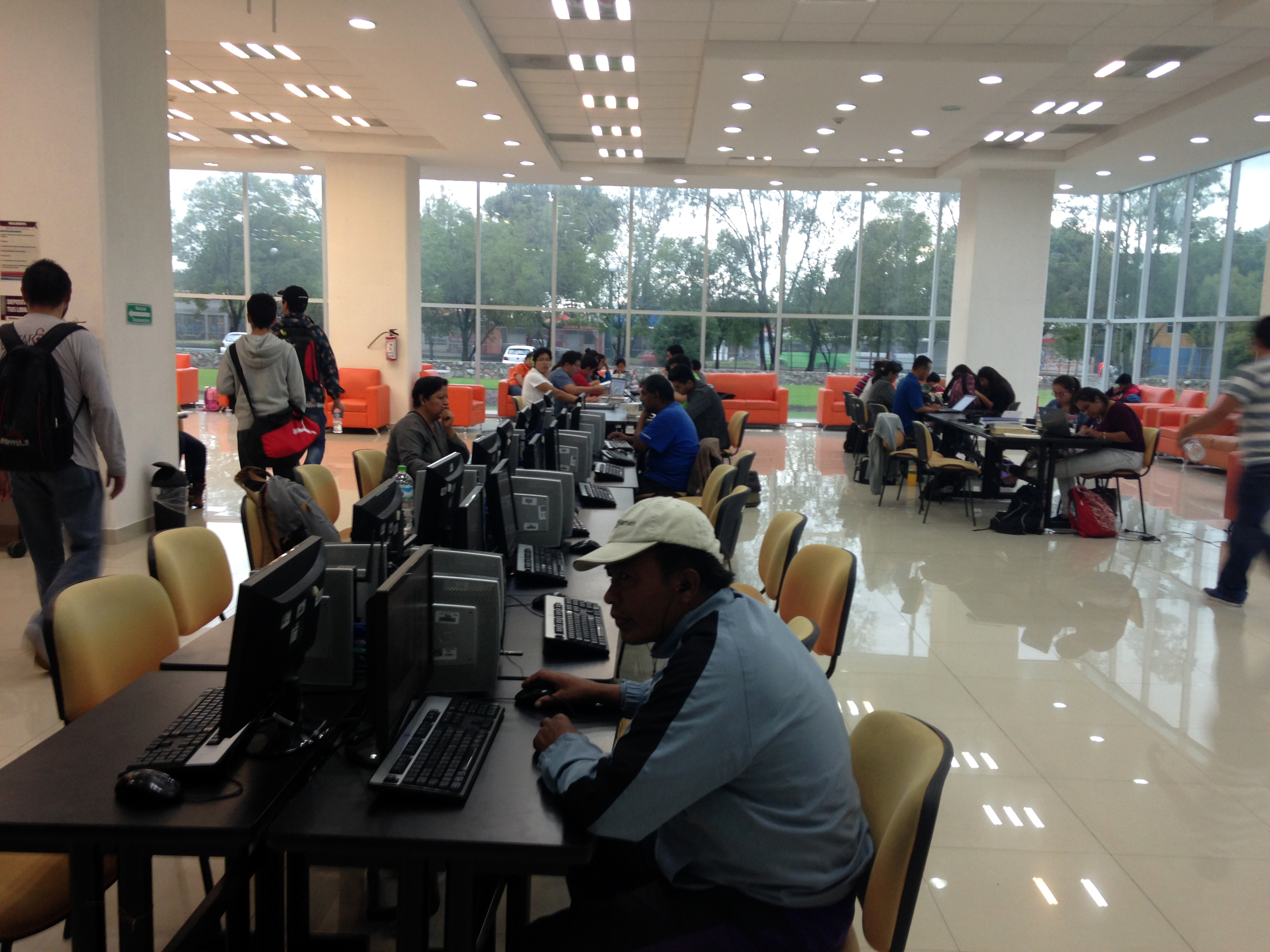
Sala de consulta de la Biblioteca Central de la BUAP, Ciudad Universitaria, Puebla.

La BUAP se divide por áreas, según su ubicación geográfica, ya sea en la Ciudad de Puebla o en el interior del estado.

### Centro Histórico
- Facultad de Artes
- Facultad de Filosofía y Letras
- Facultad de Lenguas
- Facultad de Psicología
- Instituto de Ciencias Sociales y Humanidades "Alfonso Vélez Pliego"

### Ciudad Universitaria
- Facultad de Administración
- Facultad de Arquitectura
- Facultad de Ciencias Biológicas
- Facultad de Ciencias de la Computación
- Facultad de Ciencias de la Electrónica
- Facultad de Ciencias Físico Matemáticas
- Facultad de Ciencias Políticas y Sociales
- Facultad de Ciencias Químicas
- Facultad de Contaduría Pública
- Facultad de Cultura Física
- Facultad de Derecho
- Facultad de Economía
- Facultad de Filosofía y Letras (Colegio de Antropología)
- Facultad de Ingeniería
- Facultad de Ingeniería Química
- Instituto de Ciencias
- Instituto de Física "Ing. Luis Rivera Terrazas"
- Instituto de Fisiología

### Área de Ciencias de la Salud
- Facultad de Enfermería
- Facultad de Estomatología
- Facultad de Medicina

### Complejo Cultural Universitario
- Escuela de Artes Plásticas y Audiovisuales
- Facultad de Ciencias de la Comunicación
- Instituto de Ciencias de Gobierno y Desarrollo Estratégico

### Unidades Regionales
- Facultad de Ciencias Agrícolas y Pecuarias (Teziutlán)
- Facultad de Medicina Veterinaria y Zootecnia (Tecamachalco)
- Complejo Regional Centro Acajete
- Complejo Regional Centro Acatzingo
- Complejo Regional Centro Amozoc
- Complejo Regional Centro Ciudad Serdán
- Complejo Regional Centro Los Reyes de Juárez
- Complejo Regional Centro San José Chiapa
- Complejo Regional Centro San Martín Texmelucan
- Complejo Regional Centro San Salvador el Seco
- Complejo Regional Centro Tecamachalco
- Complejo Regional Centro Tepeaca
- Complejo Regional Mixteca Atlixco
- Complejo Regional Mixteca Chiautla de Tapia
- Complejo Regional Mixteca Izúcar de Matamoros
- Complejo Regional Nororiental Cuetzalan
- Complejo Regional Nororiental Libres
- Complejo Regional Nororiental Teziutlán
- Complejo Regional Nororiental Tlatlauquitepec
- Complejo Regional Nororiental Zacapoaxtla
- Complejo Regional Norte Chignahuapan
- Complejo Regional Norte Huauchinango
- Complejo Regional Norte Tetela de Ocampo
- Complejo Regional Norte Venustiano Carranza
- Complejo Regional Norte Zacatlán
- Complejo Regional Sur Coyomeapan
- Complejo Regional Sur Tehuacán
- Complejo Regional Sur Tlacotepec de Benito Juárez
- Complejo Universitario de la Salud (Teziutlán)

## Oferta educativa
La BUAP ofrece múltiples carreras a nivel licenciatura; también ofrece sus bachilleratos (preparatorias) y diversas disciplinas en educación a través de Internet (en línea), además de diversos posgrados (maestrías y doctorados).

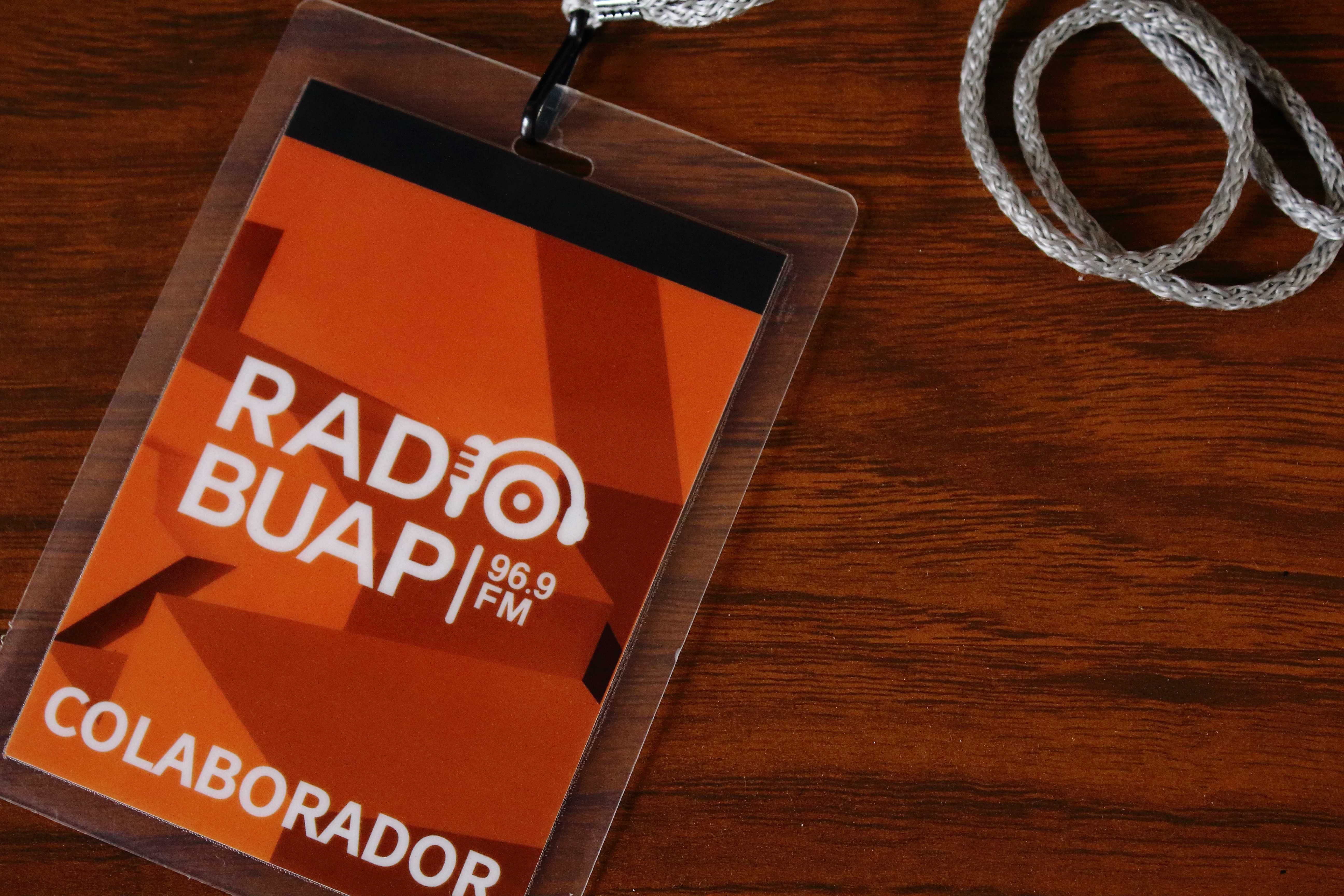
Entrada para Radio BUAP

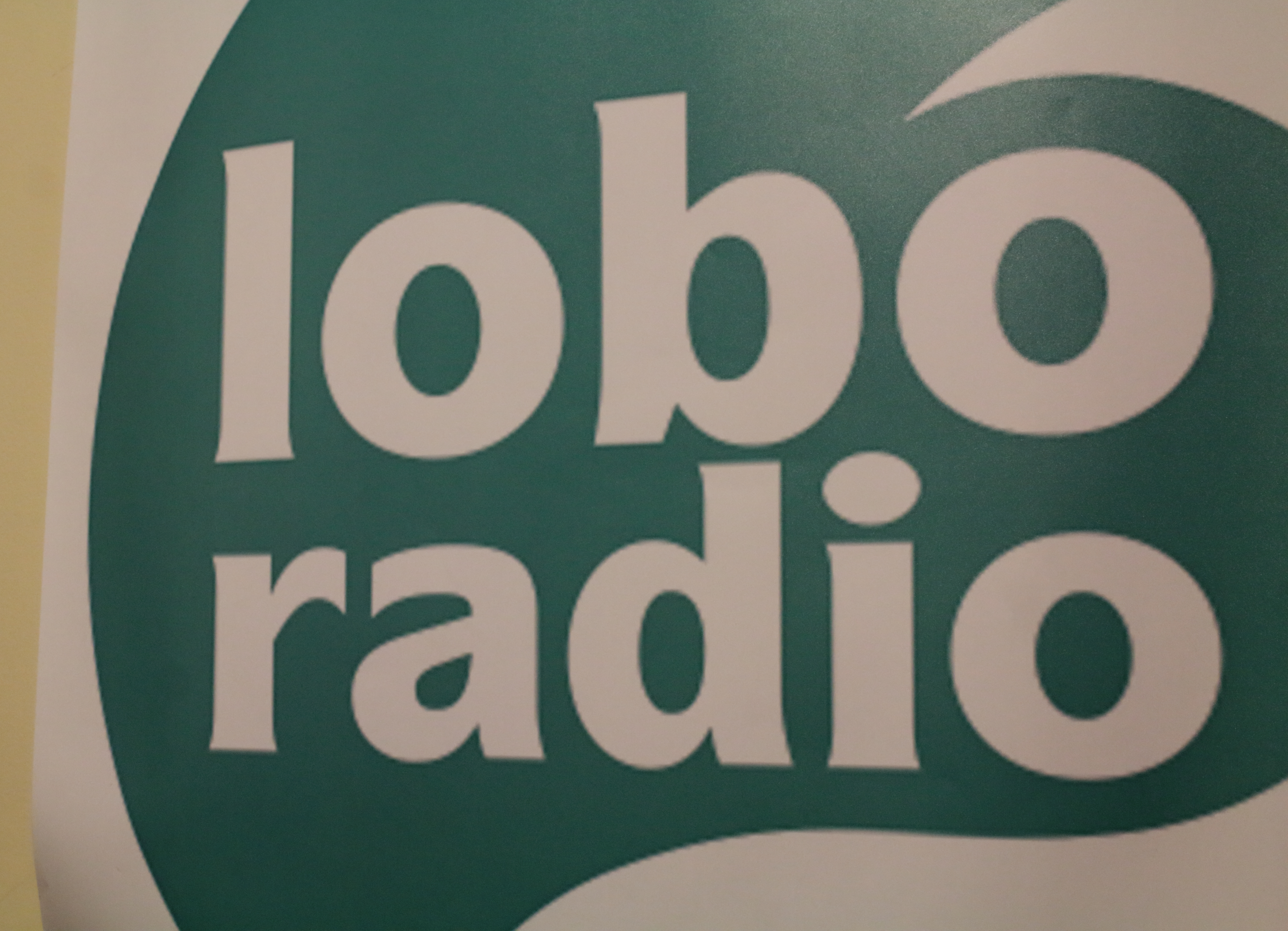
Lobo radio

### Carreras técnicas
- Técnico en música

Técnico superior
- Profesional asociado en Imagenología

- Profesional asociado en Urgencias Médicas

### Preparatorias
Cuenta con quince planteles, urbanos y regionales:

#### Urbanas
- Preparatoria Emiliano Zapata
- Preparatoria "Alfonso Calderón Moreno"
- Preparatoria "Enrique Cabrera Barroso"
- Preparatoria "Lic. Benito Juárez García"
- Preparatoria "2 de Octubre de 1968"
- Preparatoria "General Lázaro Cárdenas del Río"
- Bachillerato Internacional "5 de Mayo"

#### Complejos Regionales
- Preparatoria «Simón Bolívar», Atlixco.
- Preparatoria Regional «Enrique Cabrera Barroso», Tecamachalco.
- Preparatoria Regional «Enrique Cabrera Barroso», Teziutlán.
- Preparatoria Regional «Enrique Cabrera Barroso», Ciudad Serdán.
- Preparatoria Regional «Libres», Libres.
- Preparatoria Regional «Izúcar», Izúcar de Matamoros.
- Preparatoria Regional «Cuetzalan», Cuetzalan del Progreso.
- Preparatoria Regional «Emiliano Zapata Salazar», Texmelucan.
- Preparatoria Regional «Acatzingo», Acatzingo.
- Preparatoria Regional «2 de octubre de 1968», Tepeaca.
- Preparatoria Regional «Acajete», Acajete.
- Preparatoria Regional «Chiautla», Chiautla.
- Preparatoria Regional «Zacatlán», Zacatlán.
- Preparatoria Regional «Chignahuapan», Chignahuapan.
- Preparatoria Regional «Ingeniero Dámaso Constantino», Chignahuapan.

#### Preparatorias incorporadas a la BUAP
- Instituto para la Educación Gandhi A.C.
- Escuela Preparatoria América Libre de Acajete, A.C.
- Centro Escolar Presidente Juan N. Méndez
- Fundación Colegio Americano de Puebla
- Centro Escolar Presidente Lic. Miguel Alemán
- Escuela Primaria Secundaria Preparatoria Cristóbal Colón A.C.
- Escuela Preparatoria por Cooperación Pantepec
- Escuela Preparatoria Yahonahuac
- Escuela Preparatoria Prof. Delfino Carvajal Moreno, A.C.
- Centro de Estudios John F. Kennedy de Tehuacán, A.C.
- Escuela Preparatoria por Cooperación Tlatlauqui
- Escuela Preparatoria Francisco Javier Clavijero
- Escuela por Cooperación José María Morelos y Pavón
- Escuela Preparatoria Coronel Prudencio Rodríguez
- Instituto "Carlos B. Zetina", A. C.
- Centro Escolar Presidente Lic. Miguel Alemán
- Centro de Estudios Superiores Indígenas "Kgoyom"
- Bachillerato Universitario Simón Bolívar
- Desarrollo Educativo Benito Juárez, A.C.
- Colegio "El Pinar del Carmen"
- Colegio Humboldt, A.C.
- Preparatoria Chachapa, A.C.
- Preparatoria "Tepeyac"
- Preparatoria de Occidente

### Licenciaturas
Ciencias Naturales y de la Salud
- Químico Farmacobiólogo
- Biotecnología
- Química
- Farmacia
- Biología
- Biomedicina
- Enfermería
- Podología
- Estomatología
- Fisioterapia
- Ingeniería Agrohidráulica
- Ingeniería en Agroindustrial
- Ingeniería Agronómica Zootecnista
- Medicina Veterinaria y Zootecnia
- Ciencia Forense
- Nutrición Clínica
- Medicina
- Medicina Familiar y Comunitaria

Educación y Humanidades
- Antropología Social
- Arte Digital
- Arte Dramático
- Artes Plásticas
- Ciencias Políticas
- Cinematografía
- Comunicación
- Consultoría Jurídica
- Criminología
- Cultura Física
- Danza Moderna y Clásica
- Derecho
- Enseñanza del Francés
- Enseñanza del Inglés
- Etnocoreología
- Filosofía
- Historia
- Lingüística y Literatura Hispánicas
- Música
- Psicología
- Procesos Educativos
- Relaciones Internacionales
- Sociología

Ingeniería y Ciencias Exactas
- Actuaría
- Arquitectura
- Ciencias de la Computación
- Electrónica
- Diseño Gráfico
- Física
- Física Aplicada
- Ingeniería Ambiental
- Ingeniería en Alimentos
- Ingeniería en Energías Renovables
- Ingeniería en Sistemas Automotrices
- Ingeniería Civil
- Ingeniería en Ciencias de la Computación
- Ingeniería en Tecnologías de la Información
- Ingeniería en Materiales
- Ingeniería Geofísica
- Ingeniería Industrial
- Ingeniería Mecánica y Eléctrica
- Ingeniería Química
- Ingeniería Textil
- Ingeniería Topográfica y Geodesia
- Matemáticas
- Matemáticas Aplicadas
- Mecatrónica
- Urbanismo y Diseño Ambiental

Ciencias Económico Administrativas
- Administración de Empresas
- Administración Pública y Ciencias Políticas
- Administración Turística
- Contaduría Pública
- Comercio Internacional
- Negocios Internacionales
- Economía
- Finanzas
- Gastronomía

### Complejos Regionales
Como parte de un proceso de descentralización, la BUAP ha inaugurado desde 1990 diversos campus (conocidos como Unidades Regionales), en donde se ofrecen carreras básicas.
Complejo Regional Sur Tehuacán
- Comunicación
- Nutrición
- Arquitectura
- Diseño Gráfico
- Estomatología
- Medicina
- Derecho
- Administración de Empresas
- Ciencias Políticas
- Profesional Asociado en Imagenología
- Contaduría Pública
- Readaptación y Activación Física

Complejo Regional Huauchinango
- Derecho
- Arquitectura
- Administración de Empresas

Complejo Regional Zacapoaxtla
- Ingeniería Agroindustrial
- Administración de Empresas
- Contaduría Pública

Complejo Regional Tecamachalco
- Facultad de Medicina Veterinaria y Zootecnia
- Medicina Veterinaria y Zootecnia

Complejo Regional Cuetzalan
- Administración Turística
- Fisioterapia

Complejo Regional Atlixco
- Licenciatura en Administración de Empresas
- Licenciatura en Contaduría Pública
- Licenciatura en Administración Turística

Complejo Regional Acatzingo
- Ingeniería en Ciencias de la Computación
- Administración de Empresas
- Ingeniería Agroindustrial

 Complejo Regional Chiautla
- Ingeniería Agronómica Zootecnista
- Administración de Empresas
- Cursos de Tecnología Alimentaria
- Cursos en Informática

Complejo Regional Chignahuapan
- Administración de Empresas
- Administración Turística
- Derecho

Complejo Regional Libres
- Contaduría Pública
- Administración de Empresas

Facultad De Ciencias Agrícolas y Pecuarias (Teziutlán)
- Ingeniería Agrohidráulica
- Ingeniería en Agronomía
- Ingeniería en Agronomía y Recursos Renovables

Complejo Universitario de la Salud Teziutlán
- Licenciatura en Medicina General y Comunitaria
- Licenciatura en Enfermería
- Licenciatura en Estomatología
- Licenciatura en Fisioterapia
- Licenciatura en Psicología
- Licenciatura en Nutrición
- Técnico Superior Universitario en Imagenología

Complejo Regional Tetela
- Ingeniería Agroforestal
- Enfermería
- Contaduría Pública

Complejo Regional Tlatlauquitepec
- Ingeniería Agrónomo Zootecnista

## Dependencias

### Archivo Histórico
El Archivo Histórico (AH) se fundó en marzo de 1983 instalándose en el área del tercer patio del Edificio Carolino. Debido al terremoto de Tehuacán de 1999 que causó graves daños al recinto, la administración central ubicó en nuevas instalaciones a diversas dependencias que albergaba este edificio, entre ellas al AH. En octubre de 2002 el rector en turno inauguró el nuevo edificio que alberga al archivo, ubicado en la avenida Reforma 531 del centro de la ciudad de Puebla.

#### Directores y directoras del archivo[17]
1. Montserrat Aymami Puig + (1982)
2. Jesús Martínez y Martínez (1983)
3. Jesús Márquez Carrillo (1984- 1991)
4. José Luis Victoria Toscano (1991- 1993)
5. José Luis León Salamanca (1993-1995)
6. María del Pilar Paleta Vázquez (1995-1997)
7. Alfonso Yáñez Delgado (1997-2010)
8. Georgina Maldonado Lima (2010-2015)
9. María del Pilar Pacheco Zamudio (2015-actualmente)

#### Acervo del Archivo Histórico
La BUAP cuenta con un patrimonio histórico, artístico y cultural que data del siglo XVI (1587, fundación del colegio del Espíritu Santo) y que se encuentra distribuido en diferentes espacios de la misma: Museo Universitario, Edificio Carolino, Biblioteca Lafragua, la Dirección de Administración Escolar, dependencias y unidades académicas y el propio AH.
El AH tiene bajo su custodia tres fondos:
1. Fondo “Colegio del Estado” (CE), con documentos de finales del siglo XIX a abril de 1937.
2. Fondo “Universidad de Puebla” (UP), acervo que va de mayo de 1937 a –de 1956.
3. Fondo “Universidad Autónoma de Puebla (UAP), documentos de –1956 a diciembre de 1987.

Además de estos tres fondos tiene en su acervo colecciones fotográficas, de negativos en soporte de cristal y de acetato, de carteles, de audio, microfilms, daguerrotipos.

## Resultados en el Examen Nacional de Aspirantes a Residencias Médicas de México
En el Examen Nacional de Aspirantes a Residencias Médicas (ENARM) 2024, la Benemérita Universidad Autónoma de Puebla (BUAP) alcanzó el sexto lugar nacional en número de médicos seleccionados. Un total de 1,632 egresados se presentaron al examen, de los cuales 633 fueron aceptados, lo que representa una tasa de selección del 38.78 %. Los sustentantes de la BUAP obtuvieron un puntaje promedio de 54.7071, consolidando a esta institución como una de las más importantes en la formación de médicos en México. Su presencia constante entre las universidades con mayor participación y resultados favorables en el ENARM refleja su compromiso con la excelencia académica y la preparación clínica de sus estudiantes.

## Egresados y exalumnos de renombre
- Ignacio Comonfort: Ex Presidente de los Estados Unidos Mexicanos.
- Gustavo Díaz Ordaz: Ex Presidente de los Estados Unidos Mexicanos.
- Germán Martínez Hidalgo: Científico y maestro fundador del Instituto Tecnológico de Puebla.
- Jesús Corro Ferrer: Arquitecto, escultor y pintor mexicano.
- Luis Arturo Villar Sudek:  Youtuber, emprendedor y actor mexicano.
- José Ramón Fernández: Periodista de deportes
- Pedro Ángel Palou García: Escritor mexicano y exrector de la Universidad de las Americas Puebla.

## Patrimonio

### Ciudad Universitaria de la BUAP
En la década de los sesenta, dado el centenario de la Batalla de Puebla, se realizaron obras importantes en la traza e infraestructura urbana de la capital poblana. Entre las obras se encontraron nuevas vialidades, edificios públicos y privados, la zona del nuevo Centro Cultural 5 de mayo (conocido como Los Fuertes) y diversos emplazamientos importantes del Centro Histórico como el Parián o el mismo Zócalo. En este contexto, la benemérita concentraba sus actividades en el Edificio Carolino, por lo que las condiciones de estudio no eran adecuadas para los miles de alumnos y alumnas que atendían sus aulas. Las diversas carreras estaban distribuidas en pisos, sótanos y catacumbas del centenario edificio, incluso azoteas. Hacia 1963 se registró un pico máximo de admisión de 5228 estudiantes, por lo que las autoridades decidieron dar solución al problema con la construcción de la Ciudad Universitaria.
La ciudad se edificó en los ejidos de San Baltasar Campeche, al sur de la ciudad, cerca de lo que sería posteriormente el fraccionamiento Jardines de San Manuel. Dada la expropiación iniciada por la administración del entonces gobernador Antonio Nava Castillo, pero la construcción se realizaría hasta la encabezada por Aarón Merino Fernández, con el apoyo de la Fundación Mary Street Jenkins, la cual proporcionó los fondos necesarios para la indemnización de los ejidatarios de San Baltasar.
El Plan Maestro de la ciudad fue liderado por los arquitectos Miguel Pavón Rivero y Jorge Bélchez. Su construcción inició el 4 de junio de 1965 y fue entregada por la Fundación Mary Street Jenkins el 31 de enero de 1969 a las autoridades universitarias.
En 2023 la institución anuncio la creación de ciudad universitaria ll.